# Sede titolare di Grass Valley
Grass Valley (in latino: Vallispratensis) è una sede titolare della Chiesa cattolica.

## Storia
Il titolo Vallispratensis fa riferimento alla diocesi di Grass Valley, eretta da papa Pio IX il 3 marzo 1868; in seguito al trasferimento della sede vescovile da Grass Valley a Sacramento, la diocesi assunse il nome di diocesi di Sacramento.
Dal 1997 Grass Valley è annoverata tra le sedi vescovili titolari della Chiesa cattolica; dal 18 marzo 1997 il vescovo titolare è Christie Albert Macaluso, già vescovo ausiliare di Hartford.

## Cronotassi dei vescovi titolari
- Christie Albert Macaluso, dal 18 marzo 1997